# Francisco García Romo
Francisco García Romo (Jerez de la Frontera, 1901 - Madrid (?) )
Medievalista
Nacido en Jerez de la Frontera en 1901, Francisco García Romo estudió en las Universidades de Sevilla, Madrid, París (Institut d'Art et d'Archéologie, Sorbona), y participó en cursos como los del Centro de Estudios Superiores de Civilización Medieval, hasta llegar a constituirse en el gran teórico del arte medieval, de consideración y fama europea. Una de sus obras fundamentales es La escultura del siglo XI. España y Francia y sus antecedentes hispánicos, publicada por la editorial Planeta en 1973. Igualmente es destacable su participación en las revistas de arte, Goya y Archivo Español del Arte,  con trabajos dedicados al arte Románico español y francés
Obra:
- La escultura del siglo XI (Ed.Planeta. Barcelona, 1973)
- "Los pórticos de San Isidoro de León y de Saint-Benoit-sur-Loire y la iglesia de Sainte-Foy de conques (estudio comparativos de sus capiteles), en Archivo Español del Arte (AEA). n.º 111. Madrid, 1955
- "La escultura románica francesa hasta 1090: Los problemas", en Archivo Español del arte (AEA).N.º 119.Madrid, 1957
- "La metamorfosis en la escultura románica", en la revista de arte Goya, n.º 43,44 y 45, julio-diciembre de 1961.

Enlaces externos
Jerezdecine.com
JerezSiempre.com
- Datos: Q5865832
- Multimedia: Francisco García Romo / Q5865832